# Saint Philippe (La Tour)
Pour les articles homonymes, voir Saint Philippe.
Saint Philippe est un tableau réalisé vers 1625 par le peintre lorrain Georges de La Tour. Cette huile sur toile est un portrait à mi-corps de l'un des douze Apôtres, Philippe, les mains jointes en prière, une croix en bois contre l'épaule. Partie de la Série des apôtres d'Albi autrefois exposée dans la cathédrale Sainte-Cécile d'Albi, dans le Tarn, en France, l'œuvre est aujourd'hui conservée au Chrysler Museum of Art, à Norfolk, en Virginie, aux États-Unis.